# Aveyron
Aveyron ( fransk udtale ?) er et fransk departement i regionen Occitanie. Hovedbyen er Rodez, og departementet har 263.808 indbyggere (pr. 1999).
Aveyron er praktisk taget identisk med den tidligere region Rouergue. 
Der er 3 arrondissementer, 23 kantoner og 285 kommuner i Aveyron.
- Wikimedia Commons har flere filer relateret til Aveyron

44°15′N 2°42′Ø / 44.250°N 2.700°Ø